# MIZUKI YAMASHITA GRADUATION CONCERT
《MIZUKI YAMASHITA GRADUATION CONCERT》，是日本女子偶像團體乃木坂46在2024年5月11日至12日於東京都的東京巨蛋舉行的山下美月畢業演唱會公演。於2024年10月2日以DVD和Blu-ray的形式發售，為乃木坂46的第16部現場影像作品。

## 背景與發行
- 展示於淘兒唱片澀谷店的打歌服
- 展示於SHIBUYA TSUTAYA的打歌服

3期生山下美月，2024年2月17日，在自身部落格中，宣布自己將從乃木坂46內畢業。
2024年3月17日，在乃木坂46的官方網站宣布，山下美月的畢業演唱會將在2024年5月11日至12日於東京巨蛋舉行。

## 榜單成績
在Oricon公信榜中，DVD的銷量取得週榜第二位，公演Blu-ray也以銷量取得週榜首，同時為取得DVD和Blu-ray週榜第1名。

## 外部連結
- 山下美月 畢業演唱會 Blu-ray&DVD （页面存档备份，存于）（日語）